# Спікул (футбольний клуб, Кішкерень)
ФК «Спікул Кішкерень» (рум. Fotbal Club Spicul Chișcăreni) — футбольний клуб із села Кішкерень, Молдова. Заснований 1991 року. По сезон 2017 року виступав у Національному дивізіоні Молдови. Домашні матчі приймає на спортивному комплексі «Оргіїв» в однойменному місті, потужністю 2 539 глядачів.